# Herbert Kickl
Herbert Kickl, né le 19 octobre 1968 à Villach en Autriche, est un homme politique autrichien d'extrême droite,,, membre du Parti de la liberté d'Autriche (FPÖ). Il est nommé ministre fédéral de l'Intérieur du gouvernement Kurz I le 18 décembre 2017. D'avril 2005 jusqu'à janvier 2018, il est secrétaire général du FPÖ puis son président depuis juin 2021.

## Biographie

### Jeunesse
Herbert Kickl a fréquenté l'école publique de Radenthein. Après avoir terminé ses études au Bundesgymnasium à Spittal an der Drau, qu'il a fréquentée en même temps que l'ancienne présidente fédérale des Verts Eva Glawischnig-Piesczek, il a effectué en 1987-1988 son service militaire dans les chasseurs-alpins en tant que volontaire. En 1988, il a commencé à étudier le journalisme et les sciences politiques à l'Université de Vienne, et à partir de 1989 la philosophie et l'histoire. Il n'a terminé aucun de ces deux cycles d'études.

### Carrière politique
Entre 1995 et 2001 Kickl a travaillé dans l'académie du Parti de la Liberté (FPÖ) jusqu'à ce qu'il ait été promu en 2001 au poste de directeur général adjoint puis directeur général de l'Académie de la liberté jusqu'en 2006. En tant que rédacteur de discours pour Joerg Haider, il a écrit, entre autres, les dictons Mercredi des Cendres sur Jacques Chirac (« un Napoléon de poche ») et était responsable des slogans de campagne critiqués du FPÖ (par exemple en 2010 : « Du sang viennois – trop de choses étrangères ne sont bonnes pour personne. »). Après la scission du BZÖ du Parti de la liberté, les chemins Haider et Kickl se séparent et il devient l'un de ses critiques les plus durs.

#### Ministre de l'Intérieur (2017-2019)
Il est nommé ministre de l'Intérieur au sein du gouvernement de Sebastian Kurz en décembre 2017. Il est à ce titre une personnalité controversée en raison de ses actions coup de poing contre l’État de droit, les migrants ou la liberté de la presse,.
Le 20 mai 2019, dans le contexte du scandale d'Ibiza ayant provoqué la démission du vice-chancelier Heinz-Christian Strache et la convocation de législatives anticipées, son limogeage de son poste de ministre de l'Intérieur provoque la démission de tous les ministres FPÖ du gouvernement Kurz I. Sa carrière s'accélère alors. Pendant la pandémie de COVID-19, sa popularité augmente alors qu'il devient le visage des opposants aux mesures gouvernementales.

#### Leader du FPÖ (depuis 2019)
Kickl reprend son siège au Conseil national le 24 mai et devient responsable de la faction parlementaire du FPÖ. Il est réélu lors des élections de septembre. Kickl reçoit plus de 75 000 votes personnels, le deuxième plus grand nombre de tous les candidats derrière Sebastian Kurz, et plus de deux fois plus que le candidat et leader du FPÖ Norbert Hofer,. Il devient président du FPÖ après les élections.
Kickl et Hofer étaient considérés comme des « doubles leaders » officieux et entraient souvent en conflit. Alors que Hofer cherchait à adopter une ligne modérée, Kickl se positionnait comme « le véritable chef du parti » et soutenait des positions radicales sur un certain nombre de questions,. Il prend une position extrême contre la réponse du gouvernement à la pandémie de COVID-19, diffusant de fausses informations, s'opposant à la vaccination et participant à des manifestations contre le confinement,. Il a été critiqué par Hofer pour son refus de porter un masque au Conseil national.
Dans un contexte d’inflation record, d’immigration élevée et de scepticisme grandissant concernant la guerre en Ukraine, il réalise avec 28,8 % des voix le meilleur score jamais obtenu par son parti et par l’extrême droite depuis 1945 aux élections législatives de septembre 2024.

## Prises de position politique
Herbert Kickl est décrit comme un admirateur du Premier ministre hongrois Viktor Orbán,. Longtemps resté au second plan, en tant que stratège des campagnes qui transmettait les idées aux chefs du parti, il est reconnu pour ses capacités oratoires. Pour le politologue Reinhard Heinisch de l'université de Salzbourg, en 2024, « de tous les hommes politiques autrichiens de premier plan, c'est lui qui communique le mieux ». En 2023, Kickl apparaît sur des affiches dans sa région natale de Carinthie, vêtu d'une parka verte d'allure militaire à côté du slogan : « Forteresse Autriche - fermeture des frontières, garantie de sécurité ». Il garde néanmoins ses distances avec les groupes d'extrême droite au sein du FPÖ.
Outre son visage populaire et l'image cultivée du seul homme politique qui « se tient aux côtés du peuple », Herbert Kickl est virulent concernant ses opposants idéologiques qualifiant de « tiques », de « détraqueurs » ou de « cannibales intellectuels » des politiciens de gauche. Il a décrit le président fédéral Alexander Van der Bellen comme une « momie » qui « repose depuis des années dans un état végétatif » dans la Hofburg, la résidence présidentielle viennoise,.

### Immigration et multiculturalisme
Il axe son discours principalement sur le thème de l'immigration. Dans son programme, il propose la « remigration des étrangers non invités », c'est-à-dire leur expulsion forcée. Il a ainsi exprimé son soutien au Mouvement identitaire dès 2016.
Il estime que l'islam n'a pas sa place en Europe et que l'intégration des immigrés musulmans ne peut pas « résoudre le problème des contre-cultures islamiques ». Au contraire, l'immigration doit, selon lui, être sévèrement limitée.

### Pandémie de COVID-19
En tant que chef adjoint du FPÖ il organise des manifestations contre le confinement et la gestion de la crise sanitaire en plein confinement.
Il s'oppose aussi au port obligatoire du masque et à la vaccination contre la COVID-19,, décrivant la campagne de vaccination de masse en Israël comme un « apartheid sanitaire ».
Rejetant le vaccinations contre le COVID-19, il fait la promotion de l'ivermectine comme remède contre le virus, un vermifuge dont l'efficacité contre la COVID-19 n'est pas démontré et qui a même été déconseillé par plusieurs institutions sanitaires, Après la recommandation de Kickl, les ventes d'ivermectine ont tellement augmenté en Autriche qu'elles ont été épuisées dans de nombreuses pharmacies. Des cas d'intoxication par ce médicament ont également été enregistrés,.

### Invasion de l'Ukraine par la Russie
Kickl soutient les relations étroites de son parti avec Vladimir Poutine et son parti, Russie Unie. Après l'invasion de l'Ukraine en 2022, il déclare que l'OTAN et la Russie sont responsables du conflit, prône la neutralité et s'est opposé aux sanctions de l'UE contre la Russie et au soutien européen à l'Ukraine,,. Il s'est également opposé à l'accueil de réfugiés ukrainiens par l'Autriche.